# Kobata Minoru
Kobata Minoru (sinh ngày 24 tháng 11 năm 1946) là một cầu thủ bóng đá người Nhật Bản.

## Đội tuyển bóng đá quốc gia Nhật Bản
Kobata Minoru thi đấu cho đội tuyển bóng đá quốc gia Nhật Bản từ năm 1970 đến 1973.

## Thống kê sự nghiệp
| Đội tuyển bóng đá Nhật Bản | Đội tuyển bóng đá Nhật Bản | Đội tuyển bóng đá Nhật Bản |
| Năm                        | Trận                       | Bàn                        |
| -------------------------- | -------------------------- | -------------------------- |
| 1970                       | 11                         | 0                          |
| 1971                       | 0                          | 0                          |
| 1972                       | 0                          | 0                          |
| 1973                       | 2                          | 0                          |
| Tổng cộng                  | 13                         | 0                          |